# البوقعية (كندر سيدي خيار)
البوقعية هي إحدى مشيخات المملكة المغربية، تتبع جغرافيا لإقليم صفرو وإداريًا لكندر سيدي خيار. يقدر عدد سكانها بـ 1879 نسمة حسب الإحصاء الرسمي للسكان والسكنى لسنة 2004.